# USS Bassett (APD-73)
USS Bassett (APD-73) là một tàu vận chuyển cao tốc lớp Charles Lawrence của Hải quân Hoa Kỳ hoạt động trong Chiến tranh Thế giới thứ hai. Nó nguyên được chế tạo như là chiếc DE-668, một tàu hộ tống khu trục lớp Buckley trước khi được xếp lại lớp vào ngày 27 tháng 6, 1944. Tên nó được đặt theo Thiếu úy Hải quân Edgar Rees Bassett (1914-1942), phi công từng được tặng thưởng Huân chương Chữ thập Hải quân và đã tử trận trong trận Midway. Bassett đã phục vụ cho đến khi chiến tranh kết thúc, xuất biên chế năm 1946, nhưng cho hoạt động trở lại trong giai đoạn từ năm 1950 đến năm 1957. Nó được chuyển cho Colombia vào năm 1968 và tiếp tục phục vụ cùng Hải quân Colombia như là chiếc ARC Almirante Tono (DT-04) cho đến giữa thập niên 1970, số phận sau đó của con tàu không rõ.

## Thiết kế và chế tạo
Buckley là một trong số sáu lớp tàu hộ tống khu trục được Hải quân Hoa Kỳ chế tạo nhằm đáp ứng nhu cầu hộ tống vận tải trong Thế Chiến II, sau khi Hoa Kỳ chính thức tham chiến vào cuối năm 1941. Chúng hầu như tương tự nhau, chỉ với những khác biệt về hệ thống động lực và vũ khí trang bị. Động cơ của phân lớp Backley bao gồm hai turbine hơi nước General Electric để dẫn động hai máy phát điện vận hành hai trục chân vịt, và dàn vũ khí chính bao gồm 3 khẩu pháo pháo 3 in (76 mm)/50 cal.
Những chiếc lớp Buckley (TE) có chiều dài ở mực nước 300 ft (91 m) và chiều dài chung 306 ft (93 m); mạn tàu rộng 37 ft 1 in (11,30 m) và độ sâu mớn nước khi đầy tải là 11 ft 3 in (3,43 m). Chúng có trọng lượng choán nước tiêu chuẩn 1.430 tấn Anh (1.450 t); và lên đến 1.823 tấn Anh (1.852 t) khi đầy tải. Hệ thống động lực bao gồm hai nồi hơi và hai turbine hơi nước General Electric công suất 13.500 mã lực (10.100 kW), dẫn động hai máy phát điện công suất 9.200 kilôwatt (12.300 hp) để vận hành hai trục chân vịt;  công suất 12.000 hp (8.900 kW) cho phép đạt được tốc độ tối đa 23 kn (26 mph; 43 km/h). Con tàu mang theo 359 tấn Anh (365 t) dầu đốt, cho phép di chuyển đến 6.000 nmi (6.900 mi; 11.000 km) ở vận tốc đường trường 12 kn (14 mph; 22 km/h).
Sau khi được cải tạo thành một tàu vận chuyển cao tốc lớp Charles Lawrence, dàn vũ khí trang bị được giảm xuống còn một pháo 3 in (76 mm)/50 cal phía mũi đa dụng (có thể đối hạm hoặc phòng không), sáu pháo phòng không Bofors 40 mm trên ba bệ nòng đôi và sáu pháo phòng không Oerlikon 20 mm. Nó giữ lại ba ống phóng ngư lôi Mark 15 21 inch (533 mm), hai đường ray Mk. 9 và bốn máy phóng K3 Mk. 6 để thả mìn sâu, nhưng tháo dỡ dàn súng cối chống tàu ngầm Hedgehog Mk. 10. Chỗ trống được dành để bố trí chỗ nghỉ cho 12 sĩ quan và 150 binh lính đổ bộ; thành phần thủy thủ đoàn con tàu bao gồm 12 sĩ quan và 192 thủy thủ.
Bassett được đặt lườn như là chiếc DE-672 tại xưởng tàu của hãng Dravo Corporation tại Pittsburgh, Pennsylvania vào ngày 28 tháng 11, 1943, và được hạ thủy vào ngày 15 tháng 1, 1944, được đỡ đầu bởi bà Margaret Bassett, mẹ Thiếu úy Bassett. Con tàu được kéo đến xưởng tàu của hãng Consolidated Shipbuilding Company tại Orange, Texas để tiếp tục trang bị, được xếp lại lớp thành APD-73 vào ngày 27 tháng 6, 1944 trước khi nhập biên chế tại Orange, Texas vào ngày 23 tháng 2, 1945 dưới quyền chỉ huy của Hạm trưởng, Thiếu tá Hải quân Harold J. Theriault.

## Lịch sử hoạt động

### Thế Chiến II
Sau khi hoàn tất hoạt động chạy thử máy huấn luyện trong vịnh Chesapeake và ngoài khơi vịnh Guantánamo, Cuba vào ngày 9 tháng 4, 1945, Bassett được sửa chữa sau chạy thử máy tại Norfolk, Virginia trước khi lên đường đi sang khu vực Mặt trận Thái Bình Dương. Nó trình diện để phục vụ cùng Tư lệnh Hạm đội Thái Bình Dương vào ngày 1 tháng 5, và tiếp tục huấn luyện đổ bộ tại khu vực Trân Châu Cảng. Sau đó nó hộ tống các đoàn tàu vận tải đi sang Eniwetok thuộc quần đảo Marshall; Guam thuộc quần đảo Mariana; Ulithi thuộc quần đảo Caroline; Hollandia tại New Guinea; và cuối cùng đến Leyte thuộc quần đảo Philippine. Thuộc quyền Tư lệnh Bộ chỉ huy Tiền phương biển Philippine, nó đảm nhiệm việc vận chuyển thư tín và nhân sự đến nhiều cảng tại Philippine và vịnh Brunei, Borneo.
Quay trở lại Leyte vào ngày 26 tháng 7, Bassett hoạt động tuần tra chống tàu ngầm ngoài khơi Borneo. Đang khi làm nhiệm vụ này vào ngày 2 tháng 8, nó nhận được báo cáo về một nhóm đông những người sống sót trôi nổi trên biển ở cách khoảng 200 nmi (370 km), nên đã chuyển hướng và đi hết tốc độ đến hiện trường. Sau 10 giờ di chuyển, nó đã tham gia cứu vớt những người sống sót từ tàu tuần dương hạng nặng Indianapolis (CA-35), vốn đã bị đắm từ ngày 30 tháng 7 do trúng ngư lôi phóng từ tàu ngầm I-58. Nó đã cứu vớt được 154 người sau bốn giờ tìm kiếm, chuyển họ đến một tàu bệnh viện trước khi quay trở lại Leyte.

### Sau chiến tranh
Sau một chuyến đi ngắn đến Hollandia, vào lúc Nhật Bản đã chấp nhận đầu hàng vào ngày 15 tháng 8 kết thúc cuộc xung đột, Bassett được phân về Đội đổ bộ 8 để tham gia vào nhiệm vụ chiếm đóng Nhật Bản. Nó đã hỗ trợ cho chiệc đổ bộ lực lượng chiếm đóng lên Wakayama gần cảng Kure, và lên Nagoya thuộc đảo Honshu, trước khi phục vụ như tàu kiểm soát ra vào cảng tại Nagoya.
Tách khỏi nhiệm vụ này vào ngày 18 tháng 11, Bassett tham gia nhiệm vụ Magic Carpet để giúp hồi hương những cựu chiến binh, đón lên tàu những hành khách tại Sasebo và đưa họ quay về vùng bờ Tây Hoa Kỳ. Nó nán lại San Diego, California trong ít lâu trước khi được điều sang vùng bờ Đông và hoạt động tại tại khu vực Đại Tây Dương. Sau khi được sửa chữa tại Xưởng hải quân Philadelphia ở Philadelphia, Pennsylvania, con tàu được điều sang Đội Florida thuộc Hạm đội 16 (sau này là Hạm đội Dự bị Đại Tây Dương). Nó được cho xuất biên chế tại Green Cove Springs, Florida vào ngày 29 tháng 4, 1946 và bị bỏ không trong gần năm năm sau đó.

### 1950 - 1957
Sau khi Chiến tranh Triều Tiên bùng nổ vào tháng 6, 1950 khiến Hải quân Hoa Kỳ gia tăng nhu cầu về tàu chiến các loại, Bassett được cho tái biên chế trở lại vào ngày 7 tháng 12 dưới quyền chỉ huy của Hạm trưởng, Thiếu tá Hải quân Demetrius J. Vellis. Nó đi đến Jacksonville, Florida để được sửa chữa tại xưởng tàu của hãng Merrill Stephens Drydock and Repair Company, trước khi lên đường đi Norfolk trình diện để phục vụ cùng Tư lệnh Lực lượng Đổ bộ Hạm đội Đại Tây Dương vào ngày 19 tháng 12.
Trong những năm tiếp theo, Bassett hoạt động từ căn cứ Norfolk cùng các đơn vị thuộc lực lượng đổ bộ, thường xuyên đi đến Havana, Cuba; St. Thomas tại quần đảo Virgin; và Roosevelt Roads, Puerto Rico, hộ tống các đoàn tàu vận tải, huấn luyện thực hành đổ bộ đồng thời phục vụ canh phòng máy bay cho các tàu sân bay. Nó cũng tham gia các chuyến đi trinh sát tại vùng biển thời tiết giá lạnh phối hợp cùng các đơn vị Thủy quân Lục chiến. Vào tháng 6, 1952, nó thực hiện chuyến đi thực tập huấn luyện sang châu Âu dành cho học viên sĩ quan, viếng thăm Greenock, Scotland cùng các cảng Pháp.
Vào năm 1953, Bassetthoạt động tại các khu vực Morehead City, North Carolina; Vieques, Puerto Rico; St. Croix, quần đảo Virgin; và Tây Ấn thuộc Anh. Nó đã phục vụ canh phòng máy bay cho tàu sân bay hộ tống Mindoro (CVE-120) trong tháng 10, 1953. Đến tháng 6, 1954, con tàu được phái sang khu vực Trung Mỹ do tình trạng bất ổn tại Guatemala sau khi Hoa Kỳ bí mật hỗ trợ cho âm mưu lật đổ chính phủ dân chủ Jacobo Árbenz bị gán mác là cộng sản. Sau khi quay trở về, nó lại có chuyến đi thực tập huấn luyện dành cho học viên sĩ quan, lần này đến Canada và Puerto Rico.
Sau khi được sửa chữa và đại tu tại Xưởng hải quân Charleston tại Charleston, South Carolina vào mùa Hè năm 1955, Bassett khởi hành Charleston từ vào ngày 6 tháng 9, đi đến vịnh Guantánamo, Cuba vào ngày 25 tháng 9. Con tàu nhận mệnh lệnh khởi hành ngay ngày hôm sau để tìm kiếm một máy bay săn bão hải quân bị mất tích tại vùng biển Caribe khi đang khảo sát cơn bão Janet; tuy nhiên cuộc tìm kiếm kéo dài năm ngày không thể phát hiện tung tích chiếc máy bay hay đội bay.
Sau đó Bassett được lệnh đi đến Honduras thuộc Anh để trợ giúp những nạn nhân thiên tai sau cơn bão Janet, tuy nhiên lúc đang trên đường đi nó lại nhân mệnh lệnh chuyển hướng đến cảng Tampico, Mexico, nơi cơn bão đã khiến ngập lụt bao phủ 32.000 dặm vuông Anh (83.000 km2), gây thiệt hại nặng về nhân mạng và tài sản. Tại Tampico, nó trợ giúp cho tàu sân bay hạng nhẹ Saipan (CVL-48) trong việc vận chuyển hàng cứu trợ đến địa điểm cần thiết dọc theo sông Pánuco cũng như giải cứu những người bị nước lũ cô lập. Sau khi hoàn thành nhiệm vụ nhân đạo, con tàu quay trở lại vịnh Guantánamo vào ngày 17 tháng 10 để tiếp tục hoạt động huấn luyện. Nó lên đường vào ngày 18 tháng 11 để quay trở về Hoa Kỳ, về đến Norfolk kịp lúc để thủy thủ đoàn được hưởng kỳ nghĩ lễ Tạ ơn cùng gia đình.
Sau các hoạt động huấn luyện vận chuyển và đổ bộ tại Norfolk vào cuối tháng 11 và đầu tháng 12, 1955, Bassett tiếp tục huấn luyện đổ bộ tại Căn cứ Đổ bộ Hải quân Little Creek ở Virginia Beach, Virginia cho đến tháng 1, 1956. Nó sau đó hoạt động cùng Lực lượng Đặc biệt 77 của Lục quân Hoa Kỳ, rồi hoạt động tại khu vực phụ cận Little Creek trong tháng 2 và đầu tháng 3.
Lên đường vào ngày 20 tháng 3 cho một lượt bố trí hoạt động cùng Đệ Lục hạm đội tại Địa Trung Hải, Bassett băng qua eo biển Gibraltar vào ngày 1 tháng 4, viếng thăm nhiều cảng trong khu vực và tham gia các cuộc thực tập đổ bộ. Con tàu đã viếng thăm Gibraltar; Athens và Rhodes, Hy Lạp; Izmir, Thổ Nhĩ Kỳ và Riviera thuộc Pháp, và đảm nhiệm vai trò tàu chỉ huy đổ bộ trong các cuộc tập trận tại Porto Scudo, Sardinia và Dikili, Thổ Nhĩ Kỳ cũng như trực tiếp hỗ trợ cho đội phá hoại dưới nước (UDT: Underwater Demolition Team) của chính nó trong các cuộc diễn tập. Kết thúc lượt hoạt động, nó quay trở về Little Creek vào ngày 18 tháng 10.
Được bảo trì và sửa chữa sau lượt phục vụ, Bassett tiếp nối các hoạt động thường lệ tại khu vực Little Creek và Virginia Capes từ tháng 1, 1957. Sau đó nó mở rộng phạm vi hoạt động đến La Guaira, Venezuela, thường xuyên ghé đến vịnh Guantánamo, Cuba và Vieques, Puerto Rico, cũng như Coco Solo, Panama và Morehead City, North Carolina. Vào ngày 26 tháng 8, con tàu được điều đến Đội Norfolk trực thuộc Hạm đội Dự bị Đại Tây Dương để chuẩn bị ngừng hoạt động. Nó được cho xuất biên chế tại Norfolk vào ngày 26 tháng 11, 1957 và bị bỏ không trong thành phần dự bị trong gần mười năm. Tên nó được cho rút khỏi danh sách Đăng bạ Hải quân vào ngày 1 tháng 5, 1967.

### ARCAlmirante Tono(DT 04)
Bassett được chuyển cho Colombia trong khuôn khổ Chương trình viện trợ quân sự, và được kéo từ New York đến Boston, Massachusetts vào đầu tháng 7, 1968 để phục hồi và đại tu. Con tàu được cho nhập biên chế cùng Hải quân Colombia như là chiếc ARC Almirante Tono (DT 04) vào ngày 6 tháng 9, 1968, và sau khi hoàn tất việc chạy thử máy đã lên đường để đi đến căn cứ hải quân tại Cartagena, Colombia.
Almirante Tono phục vụ cùng Hải quân Colombia cho đến giữa thập niên 1970. Số phận của nó sau đó không rõ.

## Phần thưởng[1]
|  |  |  |
|  |  |  |

| Huân chương Chiến dịch Hoa Kỳ           | Huân chương Chiến dịch Châu Á-Thái Bình Dương | Huân chương Chiến thắng Thế Chiến II           |
| Huân chương Phục vụ Chiếm đóng Hải quân | Huân chương Phục vụ Phòng vệ Quốc gia         | Huân chương Giải phóng Philippine (Philippine) |